# 舒县 (西晋)
舒县，中国古代的县。
西晋咸熙二年（265年）十二月，复置舒县于今安徽省六安市舒城县城关镇。南梁天监年间废舒县，地入庐江县。